# Oreochromis pangani
Oreochromis pangani é uma espécie de peixe da família Cichlidae.
É endémica da Tanzânia.
Os seus habitats naturais são: rios.